# روجيريو (لاعب كرة قدم مواليد 1980)
روجيريو (بالبرتغالية: Rogério Luiz da Silva‏) هو لاعب كرة قدم برازيلي في مركز الهجوم، ولد في 12 يونيو 1980 في البرازيل. لعب مع جمعية بورتوغيزا الرياضية ونادي آراو ونادي غراسهوبر زيوريخ ونادي ويل.

## وصلات خارجية
- روجيريو (لاعب كرة قدم مواليد 1980) على موقع قاعدة بيانات كرة القدم.إي يو (الإنجليزية)
- روجيريو (لاعب كرة قدم مواليد 1980) على موقع Soccerway.com (الإنجليزية)